# Heracleum sumatranum
Heracleum sumatranum är en flockblommig växtart som beskrevs av Buwalda och Cornelis Gijsbert Gerrit Jan van Steenis. Heracleum sumatranum ingår i släktet lokor, och familjen flockblommiga växter. Inga underarter finns listade i Catalogue of Life.